# Magnus II. Brunšvicko-Lüneburský
Magnus II. Brunšvicko-Lüneburský (1324 – 25. července 1373), zvaný Magnus s náhrdelníkem, byl brunšvicko-lüneburský brunšvicko-wolfenbüttelský vévoda.

## Život
Magnus se narodil jako syn vévody Magnuse Pobožného a jeho manželky Žofie Braniborské. V roce 1362 on a jeho bratr Ludvík pomohli svému bratru knížeti-acibiskupovi Albrechtovi z Brém prosadit se proti držiteli úřadu diecézního administrátora Morrisi Oldenburskému, který si úřad nárokoval pro sebe. Magnus, Ludvík a jeho tchán Vilém II. Brunšvicko-Lüneburský se svými vojáky obklíčili Morrise v arcibiskupském hradu Bremervörde a donutili ho podepsat rezignaci.
Po smrti bratra Ludvíka v roce rnost1367 se stal Magnus určeným dědicem obou knížectví, Wolfenbüttelu a Celle (jinak také Lüneburg). Když v roce 1369 zemřeli oba vládci, jeho otec i Vilém II., získal Magnus obě vévodská knížectví. Již v roce 1370 však ztratil Celle ve prospěch Askánců ze Sasko-wittenberského vévodství (Albrecht a jeho strýc Václav I. Saský), kteří knížectví dostali od císaře Karla IV. Některá města, včetně Lüneburgu, Uelzenu a Hannoveru slíbila věrnost Askáncům. Magnus mezi svými spojenci dokázal jen s obtížemi udržet město Braunschweig. Magnus zemřel 25. července 1373 v bitvě u Levestu u Deisteru. Válka o Lüneburské dědictví pokračovala ještě několik let po jeho smrti.

## Manželství a potomci
Magnus se oženil s Kateřinou, nejstarší dcerou knížete Bernarda III. Anhaltsko-Bernburského, která se po jeho smrti provdala za jeho nepřítele Albrechta Sasko-Wittenberského. Magnus s ní měl jedenáct dětí:
- Anežka Brunšvicko-Lüneburská (před 1356–1430/1434)
- Fridrich I. Brunšvicko-Wolffenbüttelský (1357–1400)
- Žofie Brunšvicko-Lüneburská (1358–1416)
- Bernard I. Brunšvicko-Lüneburský (1358/1364–1434)
- Jindřich Brunšvicko-Lüneburský (po 1358–1416)
- Ota z Brém (1364–1406)
- Kateřina Alžběta Brunšvicko-Lüneburská (1367–po 1423)
- Anežka Brunšvicko-Lüneburská
- Helena Brunšvicko-Lüneburská
- Matylda Brunšvicko-Lüneburská (1370–?)